# Blond Ambition – Japan Tour 90
Blond Ambition – Japan Tour 90 je live album američke pjevačice Madonne. Album je izdan samo u Japanu pod Warner-Pioneer. Snimljen je 27. travnja 1990. za vrijeme Madonninog koncerta u Jokohami za vrijeme Blond Ambition Tour. 

## Formati
Album je izdan kao VHS i Laserdisc samo u Japanu 25. srpnja 1990.

## Popis pjesama
1. "Everybody" (Dance intro)
2. "Express Yourself"
3. "Open Your Heart"
4. "Causing a Commotion"
5. "Where's the Party"
6. "Like a Virgin"
7. "Like a Prayer"
8. "Live to Tell/Oh Father"
9. "Papa Don't Preach"
10. "Sooner or Later"
11. "Hanky Panky"
12. "Now I'm Following You"
13. "Material Girl"
14. "Cherish"
15. "Into the Groove"
16. "Vogue"
17. "Holiday"
18. "Family Affair" (Intro)
19. "Keep It Together"